# Lago d'Avino
Il Lago d'Avino è un lago artificiale della Provincia del Verbano-Cusio-Ossola, situato a 2246 m s.l.m. all'interno del Parco Naturale dell'Alpe Veglia e dell'Alpe Devero.

## Toponimo
L'attuale nome del lago probabilmente è derivato da un originario toponimo d'Arvina, cioè della Rovina, dovuto alla conformazione della zona circostante allo specchio d'acqua, ricca di detriti rocciosi. Nel tempo è stato anche chiamato Lago Divino o Lago da Vino.

## Caratteristiche

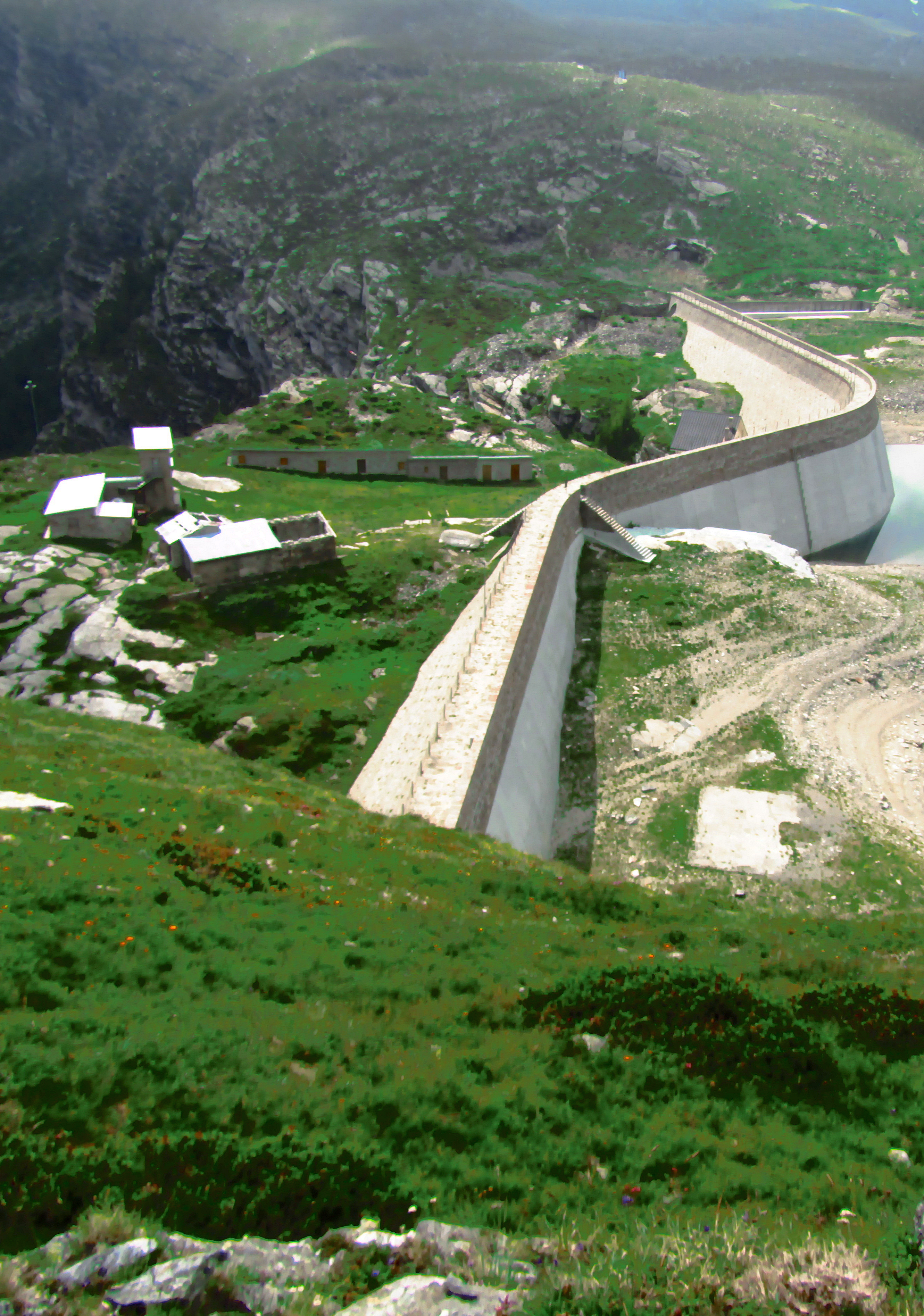
La diga

Lo specchio d'acqua si trova in una conca delimitata a sud - est dalla parete del Monte Leone, ad ovest dalla cresta di confine tra Italia e Svizzera e a sud dalla costiera montuosa tra la cima e il Pizzo Valgrande. Il suo emissario, il Rio Cianciavero, esce dalla conca dirigendosi verso nord e va a formare con altri corsi d'acqua il torrente Cairasca. L'invaso si trova sulla verticale del tunnel del Sempione.

## La diga
La diga fu costruita per lo sfruttamento a fini idroelettrici delle acque del lago ed entrò in funzione nel 1913; venne poi sopraelevata tra il 1917 e il 1925. Si tratta di uno sbarramento a gravità, con una caratteristica forma a S data da tratti rettilinei raccordati da curve.
L'acqua viene poi usata per la produzione di energia elettrica nella centrale idroelettrica di Varzo.

## Accesso
La salita al lago è una classica escursione su sentieri segnati ed è effettuabile in circa un'ora e mezza di cammino a partire dall'Alpe Veglia.

## Escursioni
Dal Lago è possibile proseguire per raggiungere il Pizzo Valgrande (2530mt), posto ad Est rispetto alla diga, la Punta Valgrande (2856mt) a Sud ed il Passo Fnè (2800mt).